# Rio Dunga
O Rio Dunga é um rio da Romênia, afluente do Baraolt, localizado no distrito de Covasna.